# چیرو براردی
چیرو براردی (ایتالیایی: Ciro Berardi؛ ۱۱ مه ۱۹۰۹ – ۲۵ نوامبر ۱۹۶۱) بازیگر اهل ایتالیا بود.
از فیلم‌هایی که وی در آن نقش داشته‌است، می‌توان به پلیس‌ها و دزدها، بینوایان، تاکسی شب، ترانه بهار، ده فرمان، زنجیرهای ناپیدا و به من نگو! اشاره کرد.